# Гранадски емират
Гранадски емират је била држава на југоисточном делу Иберијског полуострва, на југозападном делу Европе. Постојала је од 1238. до 1492. године.
Од настанка па све до краја државе, њом је владала династија Насрида.
Године 1492. ову последњу муслиманску државу на Иберијском полуострву освојила је Круна Кастиље.

## Настанак државе
Године 1230. краљ Кастиље Фернандо III Светац је ујединио Кастиљу и Леон и тако створио Круну Кастиље. Тада је коначно могао да се настави борба са Алмохадима. Фернандо је 1236. године заузео Кордобу, престолницу Алмохадског Кордобског калифата, и тада долази до распада њихове државе. Тако да он може лакше наставити освајање, па 1248. године осваја и Севиљу. Краљ Ђауме I од Арагона је у међувремену освојио Мајорку и Минорку, а 1238. године и Валенсију. До Фернандове смрти, 1252. године, муслимани су изгубили скоро цело полуострво, само им је остала малена и безначајна покрајина (емират) Гранада.
Муслимани су се у Гранади прибрали и заједно са избеглицама из Севиље, Валенсије и Мурсије основали нову државу Емират Гранаду. Чији је први султан био Мухамед I ибн Наср.

## Уређење
У Гранадском емирату је владао феудализам. Ова монархија је била наследна и њом је владао султан који је живео у дворцу Алхамбри, иако је сама држава била Емират. Алхамбра се почела градити за време владавине Мухамеда I и Мухамеда II, а завршена је за време владавине Јусуфа I и Мухамеда V. У Гранади се племство осилило, а султани му нису могли ништа, јер су били у честим сукобима са Кастиљом.
Иако феудални Емират се тешко могао назвати феудалним. Тамо је било људи који су добијали земљу за своју службу, али изгледа да је веђина племића и хоџа имала алодијалне поседе. Није постојала никаква феудална хијерархија, тако да су се феудални вазали борили раме уз раме са кметовима, од којих их нису раздвајали ни оружје ни опрема. Овакав феудални систем био је и у Кастиљи, Леону и Португалији.

## Предности Гранаде
Гранада је била најбогатији део Шпаније, с високом земљорадничком културом, крај који је навелико трговао. Ту је било развијено интензивно баштованство, гајење маслина, ту се примењивало и вештачко наводњавање. Највећи економске ресурсе Гранада је добијала тргјући свилом. Највећа лука у Емирату је била Малага, на путу од Средоземља до Атлантика, из које се успешно трговало.

## Ратови
Убрзо после оснивања Емирата, 1246. године, Мухамед ибн Наср је признао врховну власт Круне Кастиље . Тако да је без ратова, Гранада за време првог султана живела у просперитету, али то се променило када је Мухамед умро.
После Мухамеда Емират су ослабиле династичке борбе, а султани су се колебали између Марнинда, владара Марока и својих господара краљева Круне Кастиље. Султани су се на крају одлучили за Марнинде и Гранада је тада покушала да се ослободи Кастиљског утицаја и да заведе апсолутистичку монархију на основу војне подршке. Гранада је посебно обраћала пажњу на мореуз Гибралтар и султани су читав век уложили напоре да обезбеде контролу над мореузом, који дели Европу од Африке.
Године 1306. Мухамед III (владао 1302 — 1309) је освојио Сеуту и Гибралтар и покушао да учини Гранаду потпуно самосталном, али моћна коалиција владара га је вратила под сизеренство Круне Кастиље. После тога је оформљена Афричка коалиција, која је помагала Гранади да се бори са Круном Кастиљом, али она је потпуно разбијена и уништена у бици код Тарифе 1340. године од стране Алфонса XI од Кастиље. Тада је питање мореуза решено у Кастиљску корист. Од тада је Гранада готово без престанка била у изолацији и покушавала је да искористи сваку повољну прилику да ојача своје копнене границе.
Грађански рат у Круни Кастиље током друге половине XIV века омогућила је Мухамеду V и Мухамеду VII (владао 1392 — 1408) да крене у контраофанзиву на Алхесирас и на градове на Гвадалкивиру, али од 1407. године Круна Кастиља је одлучила да освоји Гранаду. Кампања је била велики и скуп подухват, па је повремено спровођена током XV века. Гранада се у међувремену распала као резултат унутрашњих борби.

## Пад Гранаде и последице
Године 1469. Круна Кастиље и Круна Арагона су се ујединиле у једну државу, браком између Фернанда II од Арагона и Изабеле I од Кастиље.
Учврстивши се изнутра, краљевска је власт у уједињеној Шпанији почела политику територијалног ширења.
Први је ударац био управљен против Гранадског емирата, чији је султан Абу ел-Хасан Али, одбијао да плати данак. 1481. године предузет је поход на Гранаду. Дат му је карактер крсташког рата против неверника. Рат са Емиратом отегао се 11 година, и Шпанци су тек 2. јануара 1492. године заузели последње упориште Емирата, град Гранаду, пошто је последњи султан Боабдил, тј. Мухамед XII. Ако се изузме Португалија, са освајањем Гранаде било је готово читаво Иберијско полуострво уједињено у рукама шпанских краљева.
Заузимање Гранаде захтевало је знатне напоре, и Маври су је предали под условом да им се дозволи слободно вршење муслиманског култа и да муслимани сачувају своју својину. Тај се услов односио и на Јевреје. Али су сва та обећања била доцније прекршена. Мавре и Јевреје силом су приморавали да прелазе у хришћанство. Због тога су муслимани дизали низ устанака, који. су били угушени тек уз велике напоре. Било им је предложено или да напусте Шпанију или да се покрсте (1502. године). Знатан део Муслимана и Јевреја преселио се у Африку, и на тај начин је из Шпаније нестало врло много економски драгоцених елемената. С њиховом емиграцијом распао се низ важних трговачких веза, које је Гранадски емират одржавао са Северном Африком и са Истоком. То исељавање било је праћено великим конфискацијама земље.
Маври који су остали у Шпанији и прешли у хришћанство, Морисци, били су предмет сталне хајке од стране цркве. Живот Мориска налазио се под врло строгом контролом цркве. На најмању доставу они су окривљавани за јерес, а то је за собом повлачило смрт на ломачи или доживотно тамновање.

## Владари Емирата

### XIII век
| Име владара               | Животни век                         | Почетак владавине | Крај владавине   | Белешке | Династија | Слика                 |
| Мухамед I ибн Наср арап.  | 1194 — 22. јануар 1273. (79 година) | 1238.             | 22. јануар 1273. | - Родоначелник династије Насрида; - Син Јусуфа ибн Насра; - 1246. — Постао је вазал Круне Кастиље; - Владао до смрти; - 1273. — избила је побуна емира у околини Гранаде: Мухамед је кренуо с војском да угуши побуну, али је упао у заседу и погинуо је. | Насриди   | [[Датотека: \|80п\|]] |
| Мухамед II ел Факих арап. | 1235 — 7. април 1302. (67 година)   | 22. јануар 1273.  | 7. април 1302.   | - Син Мухамеда I ибн Насра; - Колебао се између Марнинда и Круне Кастиље; - Грађански рат; - Владао до смрти. | Насриди   |                       |

### XIV век
| Име владара                                  | Животни век                                       | Почетак владавине | Крај владавине    | Белешке | Династија | Слика                 |
| Мухамед III од Гранаде арап.                 | 15. август 1257 — 7. април 1314. (57 година)      | 7. април 1302.    | 14. март 1309.    | - Син Мухамеда II ел Факиха; - Колебао се између Марнинда и Круне Кастиље: на крају се одучио за Круну Кастиљу; - 1309. — брат га је свргнуо с престола због непромишљене политике.                                     | Насриди   | [[Датотека: \|80п\|]] |
| Наср од Гранаде арап.                        | 2. новембар 1287 — 16. новембар 1322. (35 година) | 14. март 1309.    | 1314.             | - Син Мухамеда II ел Факиха; - Одлучио се за Марнинде и повео рат против Круне Кастиље; - 1314. — Исмаил из побочне линије Насрида га је свргнуо с престола.                                                            | Насриди   | [[Датотека: \|80п\|]] |
| Исмаил I од Гранаде арап.                    | 1279 — 6. јул 1325. (46 година)                   | 1314.             | 6. јул 1325.      | - Унук брата Мухамеда ибн Насра; - Водио је рат против Круне Кастиље у савезу са Марниндима; - Владао до смрти; - Убијен је у једној завери.                                                                            | Насриди   | [[Датотека: \|80п\|]] |
| Мухамед IV од Гранаде арап.                  | 1315 — 25. август 1333. (18 година)               | 6. јул 1325.      | 25. август 1333.  | - Син Исмаила I; - Водио је рат против Круне Кастиље у савезу са Марниндима; - Владао до смрти; - Обијен је од стране свог племства, које је било огорчено на његов савез с Марниндима.                                 | Насриди   | [[Датотека: \|80п\|]] |
| Јусуф I од Гранаде арап.                     | 9. јун 1318 — 19. октобар 1354. (36 година)       | 25. август 1333.  | 19. октобар 1354. | - Син Исмаила I; - Водио је рат против Круне Кастиље у савез са Марниндима; - 1340. — битка код Тарифе: потпун пораз Гранаде и њена судбина је запечаћена; - Владао до смрти; - Убио га манијак током молитве у џамији. | Насриди   | [[Датотека: \|80п\|]] |
| Мухамед V од Гранаде арап.                   | 4. јануар 1338 — 16. јануар 1391. (53 године)     | 19. октобар 1354. | август 1359.      | - Син Јусуфа I; - Сва власт је била у рукама везира Ридвана; - 1359. — уз помоћ једне завере је свргнут и побегао је Марниндима.                                                                                        | Насриди   | [[Датотека: \|80п\|]] |
| Исмаил II од Гранаде арап.                   | 2. октобар 1338 — 24. јун 1360. (22 године)       | август 1359.      | јун 1360.         | - Син Јусуфа I; - 1360. — син га је свргао с престола и погубио у Алхамбри. | Насриди   | [[Датотека: \|80п\|]] |
| Мухамед VI од Гранаде арап.                  | 1332 — 21. април 1362. (30 година)                | јун 1360.         | фебруар 1362.     | - Чукунунук Исмаила I; - 1362. — уз помоћ Круне Кастиље и Марнинда Мухамед V се вратио на власт и Мухамед VI је убијен убодом копља.                                                                                    | Насриди   | [[Датотека: \|80п\|]] |
| Мухамед V од Гранаде арап. (друга владавина) | 4. јануар 1338 — 16. јануар 1391. (53 године)     | фебруар 1362.     | 16. јануар 1391.  | - Син Јусуфа I; - Искористио је кризе у Круни Кастиље: напади на Алхесирас и на долину Гвадалкивира; - Владао до смрти.                                                                                                 | Насриди   | [[Датотека: \|80п\|]] |
| Јусуф II од Гранаде арап.                    | Умро 3. октобра 1392.                             | 16. јануар 1391.  | 1392.             | - Син Мухамеда V; - Био је мирољубив и мецена уметности; - Непријатељи су га бацили у тамницу и отровали. | Насриди   |                       |

### XV век
| Име владара                                     | Животни век                          | Почетак владавине | Крај владавине    | Белешке | Династија | Слика                                            |
| Мухамед VII од Гранаде арап.                    | 1370 — 1408. (38 године)             | 1392.             | 1408.             | - Син Јусуфа II; - Искористио је кризе у Круни Кастиље: напади на Алхесирас и на долину Гвадалкивира; - Владао до смрти.                                                                                | Насриди   | [[Датотека: \|80п\|]]                            |
| Јусуф III од Гранаде арап.                      | 1376 — 6. новембар 1417. (41 године) | 1408.             | 6. новембар 1417. | - Син Јусуфа II; - Пораз у рату против Круне Кастиље: примирје; - Владао до смрти. | Насриди   | [[Датотека: \|80п\|]]                            |
| Мухамед VIII од Гранаде арап.                   | 1411 — 1431. (20 година)             | 1417.             | 1419.             | - Син Јусуфа III; - Сва власт је била у рукама Алија ел-Амина; - 1419. — породица Абенсераги га је свргнула с престола.                                                                                 | Насриди   | [[Датотека: \|80п\|]]                            |
| Мухамед IX од Гранаде арап.                     | 1396 — 1454. (58 година)             | 1419.             | 1427.             | - Унук Мухамеда V; - Сва власт била у рукама Абенсерага; - 1427. — свргнут је због тога што су Абесенраги постали превише моћни.                                                                        | Насриди   | [[Датотека: \|80п\|]]                            |
| Мухамед VIII од Гранаде арап. (друга владавина) | 1411 — 1431. (20 година)             | 1427.             | 1429.             | - Син Јусуфа III; - Дворјани су га вратили на престо јер су Абесенраги били превише моћни; - 1429. — Абесенраги су вратили Мухамеда IX на престо.                                                       | Насриди   | [[Датотека: \|80п\|]]                            |
| Мухамед IX од Гранаде арап. (друга владавина)   | 1396 — 1454. (58 година)             | 1429.             | децембар 1431.    | - Унук Мухамеда V; - Сва власт била у рукама Абенсерага; - 1431. — Круна Кастиље га је свргла и он је побегао у Алмерију.                                                                               | Насриди   | [[Датотека: \|80п\|]]                            |
| Јусуф IV од Гранаде арап.                       | Умро 1432.                           | 1. јануара 1432.  | април 1432.       | - Син Мухамеда VI; - 1432. — предао се Мухамеду, који га је погубио. | Насриди   | [[Датотека: \|80п\|]]                            |
| Мухамед IX од Гранаде арап. (трећа владавина)   | 1396 — 1454. (58 година)             | април 1432.       | јануар 1445.      | - Унук Мухамеда V; - Од 1432. до 1439. — рат против Кастиље: пораз; - 1445. — свргнуо га је Мухамед X.                                                                                                  | Насриди   | [[Датотека: \|80п\|]]                            |
| Мухамед X од Гранаде арап.                      | 1415 — 1454. (39 година)             | јануар 1445.      | јун 1445.         | - Синовац Мухамеда IX; - 1445. — свргнуо га је Јусуф V. | Насриди   | [[Датотека: \|80п\|]]                            |
| Јусуф V од Гранаде арап.                        | Умро 1462.                           | јун 1445.         | јануар 1446.      | - Унук Јусуфа II; - 1446. — Мухамед IX се вратио на престо. | Насриди   | [[Датотека: \|80п\|]]                            |
| Мухамед IX од Гранаде арап. (четврта владавина) | 1396 — 1454. (58 година)             | јануар 1446.      | 1454.             | - Унук Мухамеда V; - Владао до смрти. | Насриди   | [[Датотека: \|80п\|]]                            |
| Мухамед XI од Гранаде арап. (четврта владавина) | Умро 1454.                           | 1451.             | 1454.             | - Син Мухамеда VIII; - 1451. — победио је Мухамеда IX у Мурсији и прогласио се за султана; - Био је султан источног дела Емирата; - 1454. — освојио је Гранаду; - 1454. — свргнуо га је узурпатор Саид. | Насриди   | [[Датотека: \|80п\|]]                            |
| Саид од Гранаде арап.                           | Умро 1465.                           | 1454.             | јул 1462.         | - Унук Јусуфа II; - Неуспешни рат против Кастиље; - Породица Абенсерага га је свргнула с престола. | Насриди   | [[Датотека: \|80п\|]]                            |
| Јусуф V од Гранаде арап. (друга владавина)      | Умро у децембру 1462.                | јул 1462.         | 1462.             | - Унук Јусуфа II; - Неуспешни рат против Кастиље; - Владао до смрти. | Насриди   | [[Датотека: \|80п\|]]                            |
| Саид од Гранаде арап. (друга владавина)         | Умро 1465.                           | децембар 1462.    | 1464.             | - Унук Јусуфа II; - Неуспешни рат против Кастиље; - Породица Абенсерага га је свргнула с престола. | Насриди   | [[Датотека: \|80п\|]]                            |
| Абу ел-Хасан Али арап.                          | Умро 1485.                           | 1464.             | 1482.             | - Син Саида; - Неуспешни рат против Кастиље; - Свргнуо га Мухамед XII. | Насриди   | [[Датотека: \|80п\|]]                            |
| Мухамед XII од Гранаде арап.                    | 1459 — око 1530. (око 71 годину)     | 1482.             | 1483.             | - Син Абу ел-Хасана Алија; - Неуспешни рат против Кастиље; - Заробили га Кастиљани и Абу ел-Хасан Али је то искористио и свргнуо га.                                                                    | Насриди   | [[Датотека:El rey chico de Granada.jpg \|80п\|]] |
| Абу ел-Хасан Али арап. (друга владавина)        | Умро 1485.                           | 1483.             | 1485.             | - Син Саида; - Неуспешни рат против Кастиље; - Свргнуо га је син Мухамед XIII. | Насриди   | [[Датотека: \|80п\|]]                            |
| Мухамед XIII од Гранаде арап.                   | око 1444 — око 1494. (око 50 година) | 1485.             | 1487.             | - Син Абу ел-Хасана Алија; - Неуспешни рат против Кастиље; - Мухамед XII га је победио у бици и свргуно га.                                                                                             | Насриди   | [[Датотека: \|80п\|]]                            |
| Мухамед XII од Гранаде арап. (друга владавина)  | 1459 — око 1530. (око 71 годину)     | 1487.             | 1492.             | - Син Абу ел-Хасана Алија; - Неуспешни рат против Кастиље; - 1492. — Пад Гранаде под власт Круне Кастиље: крај Емирата.                                                                                 | Насриди   |                                                  |